# Réti kakukkszegfű
A réti kakukkszegfű (Lychnis flos-cuculi) a szegfűfélék (Caryophyllaceae) családjának kakukkszegfű (Lychnis) nemzetségébe tartozó, évelő.

## Jellemzők
Karcsú, 40–60 cm magas növény. A szirmok 4 szálas cimpára szeldeltek, rózsaszínűek, a csészelevelek csővé forrtak, a tíz hosszborda pirosas színnel csíkozott. A szár kissé szőrös, a levelek kopaszak, alul nyelesek, lándzsásak, a szélükön pillásak, felül ülők, szálasak, kopaszok. Virágzás: május–július.

## Élőhely
Nedvesebb réteken, mocsaras területeken, lápréteken, kaszálókon mindenütt gyakori. Jellemző faj az ecsetpázsitos mocsárrét (Carici vulpinae-Alopecuretum pratensis), a sziki erdőspuszta-rét (Peucedano-Asteretum sedifolii), az éles sásos (Caricetum gracilis) és a kékperjés cseres-tölgyes (Molinio litoralis-Quercetum cerris) társulásokban.